# Patrice Tirolien
Pour les articles homonymes, voir Tirolien.
Patrice Tirolien, né le 17 mars 1946 à Grand-Bourg et mort le 23 novembre 2019 dans le 15e arrondissement de Paris,, est un enseignant et homme politique français.

## Biographie
Après des maîtrises en physique et en économétrie, Patrice Tirolien passe un CAPES de sciences physiques et est enseignant.
Il siège comme député de novembre 1995 à avril 1997, en remplacement de Frédéric Jalton (1924-1995), décédé en cours de mandat, et dont il était le suppléant. En 1999, il est à l'origine du jumelage de Grand-Bourg sur l'île de Marie-Galante avec la ville de Bagneux, accord signé avec Janine Jambu (1942-2012), maire de Bagneux, à l'époque.
En 2004, il est élu vice-président du conseil régional de la Guadeloupe, chargé des affaires financières et budgétaires, dont il démissionne à son entrée au Parlement européen.
Patrice Tirolien est élu député européen lors des élections européennes de 2009 grâce à son score dans la section Atlantique de la circonscription Outre-Mer.

## Détail des fonctions et des mandats
Mandats parlementaires
- 19 novembre 1995 - 21 avril 1997 : député de la 1re circonscription de la Guadeloupe
- 14 juillet 2009 - 30 juin 2014 : député européen (circonscription Outre-Mer)

Mandats locaux
- 1989 – 2013 : maire de Grand-Bourg
- 1992 – 2009 : conseiller régional de la Guadeloupe
- 1994 – 1996 : conseiller général du canton de Grand-Bourg-Marie-Galante

## Source
- « Nos élus au Parlement européen », L'Hebdo des socialistes, no 534, 13 juin 2009